# Hundszell

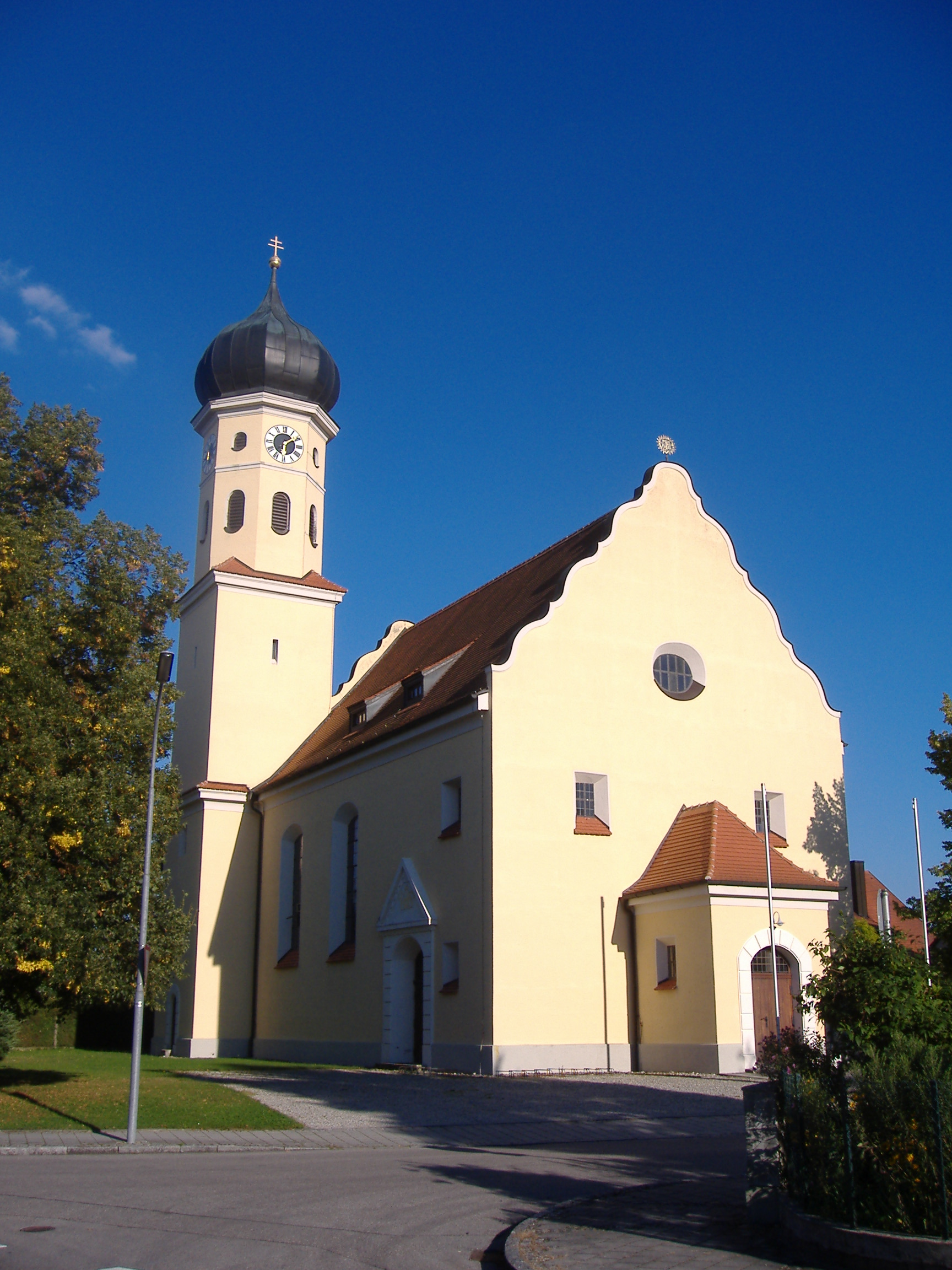
Die Marienkirche in Hundszell

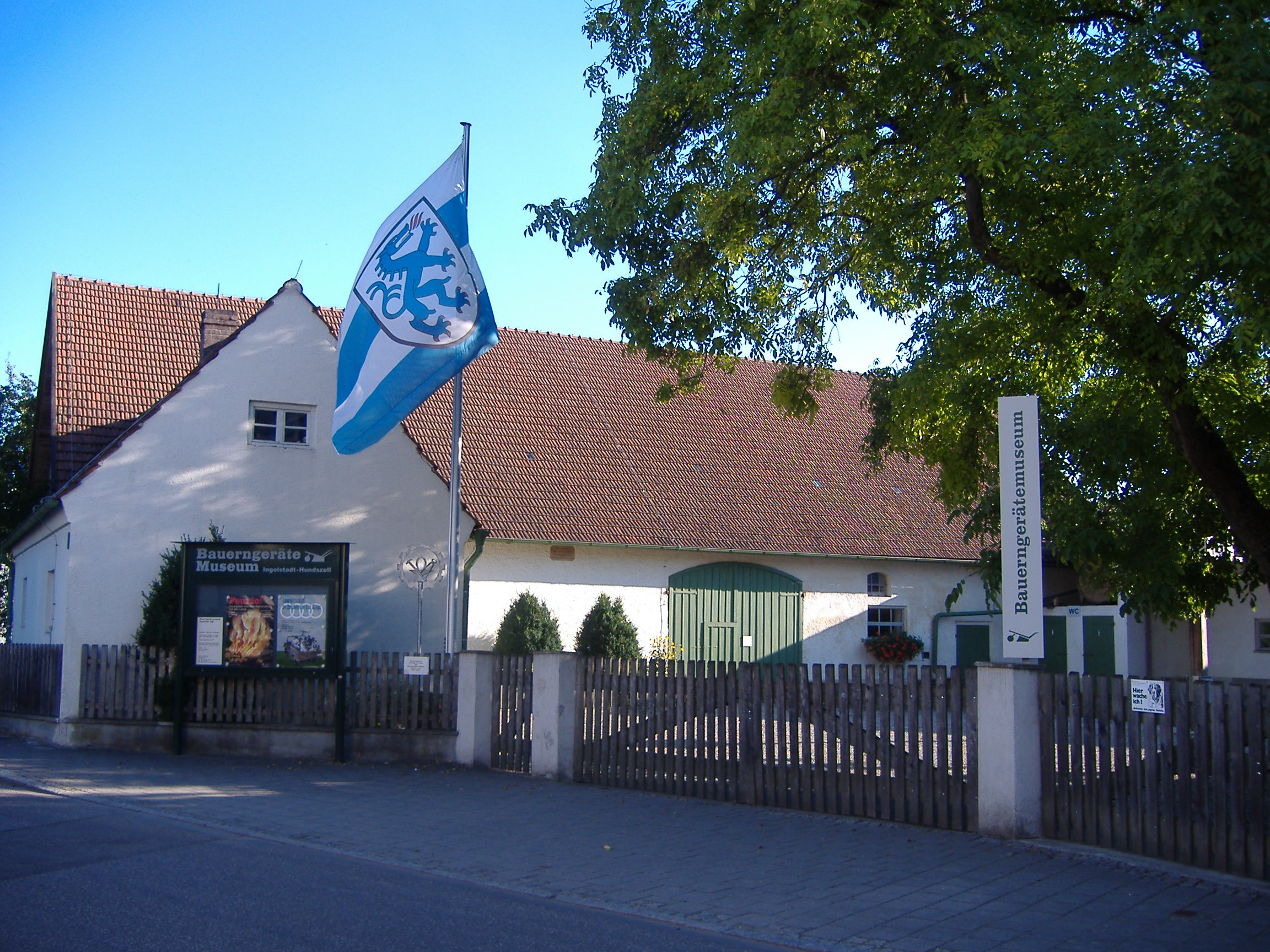
Das Bauerngerätemuseum in Hundszell

Hundszell ist ein Stadtteil und Unterbezirk von Ingolstadt, wobei der Unterbezirk Hundszell neben dem gleichnamigen Ortsteil noch das Dorf Schmalzbuckel, die Siedlung Knoglersfreude, den Weiler Samholz und die Herrenschwaige umfasst.

## Ausdehnung und Lage
Der Unterbezirk Hundszell liegt im Stadtbezirk Südwest und hat eine Fläche von 233,7 Hektar, wobei er im Westnordwesten von den Ausläufern der Donauauen begrenzt wird. Die angrenzenden Stadtteile sind im Nordosten Haunwöhr, im äußersten Osten Unsernherrn und im Süden Spitalhof, Oberbrunnenreuth und Hagau.

## Geschichte
Hundszell wird als Hundscelle Anfang des 13. Jahrhunderts erstmals urkundlich erwähnt und ist damit wohl das Älteste der Ingolstädter Audörfer. Nach weiteren Urkunden aus den Jahren 1245, 1265 und 1303 waren dort die Herren von Hundsberg, ein Rittergeschlecht, ansässig. Wahrscheinlich hat das Rittergut auch eine kleine Kirche umfasst, deren Gründung möglicherweise auf das Kloster Münchsmünster zurückgeht. Im Jahr 1319 wird das Gut durch Ludwig den Bayern dem Heilig-Geist-Spital Ingolstadt geschenkt. Für das Jahr 1463 weisen die Steuerbücher bereits 21 steuerpflichtige Anwesen aus. In der Beschreibung des Rentamts Ingolstadt von Philipp Apian aus dem Jahr 1563 wird Hundszell nicht erwähnt. Auch auf den Landtafeln ist es nicht eingezeichnet. Dies lässt vermuten, dass die Bedeutung des einst drittgrößten Ortes im Burgfrieden von Ingolstadt an der Schwelle zur Frühen Neuzeit an Bedeutung verloren hat. Auch finden sich bisher keine Überreste des mittelalterlichen Ritterguts.
Im Jahr 1813 wurde Hundszell aus Ingolstadt ausgegliedert und war ab 1862 für 100 Jahre Teil des Landkreises Ingolstadt. In dieser Zeit gehörte Hundszell zur Gemeinde Unsernherrn. Am 1. Januar 1962 wurde ein Teil der Gemeinde Unsernherrn mit dem Ort Hundszell nach Ingolstadt umgegliedert. Besonders Ende der 1980er und Anfang 1990er Jahre hat sich der Ort vergrößert.

## Bevölkerung
In Hundszell leben 1935 Personen mit Hauptwohnsitz, davon 180 Ausländer (Stand 31. Dezember 2023). Zwischen 2013 und 2023 wuchs die Einwohnerzahl (Hauptwohnsitz) um 145 (8,1 %).Der Anteil der unter 18-Jährigen liegt in Hundszell bei 21,2 % und damit deutlich über dem Ingolstädter Durchschnitt von 17,4 %. Der Anteil der über 65-jährigen liegt bei 17,1 % und damit unter dem Ingolstädter Durchschnitt von 18,4 % (Stand jeweils 31. Dezember 2023). Die Bevölkerungsdichte liegt mit 830 Einwohnern pro Quadratkilometer unter dem Ingolstädter Mittel.

## Religion
43,2 Prozent der Hundszeller sind katholisch, 15,3 Prozent evangelisch und 41,05 Prozent gehören anderen Konfessionen beziehungsweise Religionen an oder sind bekenntnislos.
Der Bau der Kirche in Hundszell, die der Unbefleckten Empfängnis Mariens geweiht ist, wurde bereits 1894 angedacht. Der Grundstein für die neobarocke Marienkirche wurde am 17. März 1912 gelegt. Am 19. Oktober 1914, dem Kirchweihmontag des Jahres 1914, wurde die neue Kirche von Dekan Schröder „im Beisein von 3 Priestern und unter großer Anteilnahme des Volkes“ benediziert. Die Einweihung erfolgte 20 Jahre später. Erst am Sonntag, den 30. September 1934 wurde die Kirche durch Bischof Konrad Graf von Preysing feierlich eingeweiht.
1953 wurde die katholische Pfarrei Herz Jesu in Ingolstadt errichtet. Damit die Kirchenstiftung die erforderliche Größe hat, wurde ihr auch die Gemeinde Haunwöhr, die bisher Teil der Kirchenstiftung Hundszell war, zugeteilt. Gleichzeitig übernahm die Pfarrei Herz Jesu die Versorgung der Kirchenstiftung Hundszell, da sich der Pfarrer von Unsernherrn nicht mehr in der Lage sah, die Versorgung zu gewährleisten. Erst am 28. August 1967 wurde die Kirchenstiftung Hundszell offiziell Teil der Pfarrgemeinde Herz Jesu.

## Wirtschaft und Infrastruktur

### Nahversorgung
Hundszell besteht überwiegend aus Wohngebieten. Zur Nahversorgung gibt es einige Dienstleistungsunternehmen, wie Elektrofachhändler, Fahrschule, Pizzeria und eine Gaststätte im Sportheim des SV Hundszell. Daneben gibt es noch einen Heizung- und Sanitärbetrieb. An der Hagauerstraße findet man einen Supermarkt, eine Metzgerei und eine Bäckerei.

### Verkehr
Für den Individualverkehr sind die Kirchstraße, die Lechermannstraße, sowie die Hagauerstraße die wichtigsten Verbindungsmöglichkeiten. Im öffentlichen Personennahverkehr ist Hundszell über die Linienbusse 10 und 45 sowie die Nachtlinie N15 der Ingolstädter Verkehrsgesellschaft erreichbar. Insgesamt gibt es im Unterbezirk neun Bushaltestellen. Mit Radwegen erreicht man den Hauptbahnhof Ingolstadt sowie die Innenstadt. Der Donauradweg quert Hundszell.

### Freizeit
In Knoglersfreude befindet sich ein Reiterhof.

### Bildung

#### Schulen

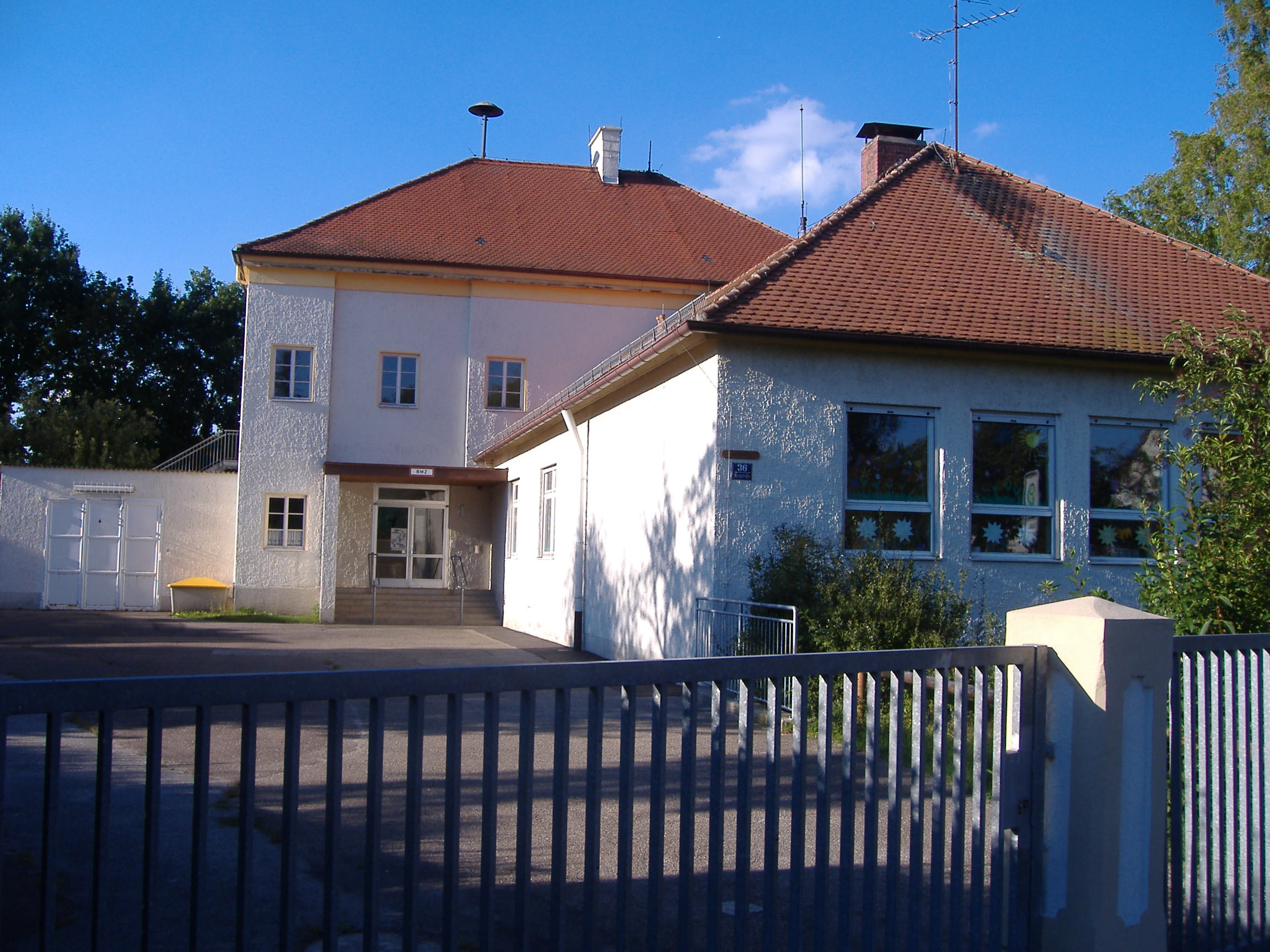
Die Grundschule Hundszell

Einzige Schule in Hundszell ist die 1904 erbaute Grundschule, die zur Grundschule Haunwöhr gehört und in der nur die Jahrgangsstufen 1 und 2 unterrichtet werden.

#### Museen
Im Jahr 1995 wurde in Hundszell das Bauerngerätemuseum Ingolstadt eröffnet. In einem ehemaligen Bauernhof werden in 3 Abteilungen die Themen Ackerbau, Viehzucht und ländliches Transportwesen behandelt. Daneben beherbergt es eine Schmiede und eine Backstube. Im Museum finden neben Bauern- und Ökomärkten auch Kunstausstellungen und Konzerte statt.

### Soziale Einrichtungen

#### Kindergärten
In Hundszell befinden sich der kath. Kindergarten St. Marien und der evangelische integrative Kindergarten Anne Frank.

#### Kinderspielplätze
In Hundszell befinden sich drei Kinderspielplätze und in Knoglersfreude ein Kinderspielplatz.

### Vereine

#### Feuerwehr
Die Freiwillige Feuerwehr Hundszell sorgt für den Brandschutz und beteiligt sich rege am örtlichen Leben, insbesondere beim Maibaumaufstellen oder der Absicherung bei den Martinsumzügen.

#### Sport
Im Jahr 1971 wurde mit dem SV Hundszell der heute mitgliedsstärkste Sportverein von Hundszell gegründet. Seine Abteilungen umfassen Fußball und Stockschießen.